# 黑人娱乐电视大奖
黑人娱乐电视大奖（BET Awards）是由黑人娱乐电视台（BET）于2001年设立奖项，旨在奖励过往的一年中非裔美国人及其他少数族裔在音乐、表演、体育及其他领域的杰出表现。该奖项为年度奖，由黑人娱乐电视台直播颁奖礼。

## 地点
2001年，该奖的颁奖典礼在拉斯维加斯大道的巴黎酒店举行。2002至2005年，则改在好莱坞的柯达剧院举行。2006年至2012年，颁奖礼在洛杉矶的神殿礼堂举行。2013年至今，颁奖礼在洛杉矶的微软剧院举办。

## 历届主持
- 2001年：史蒂夫·哈维＆塞德里克·凯尔斯（英语：Cedric the Entertainer）
- 2002年：史蒂夫·哈维＆塞德里克·凯尔斯
- 2003年：莫妮克
- 2004年：莫妮克
- 2005年：威尔·史密斯＆贾达·萍克特·史密斯
- 2006年：戴蒙·韦恩斯
- 2007年：莫妮克
- 2008年：DL·休利（英语：DL Hughley）
- 2009年：杰米·福克斯
- 2010年：拉蒂法女皇
- 2011年：凯文·哈特
- 2012年：塞缪尔·杰克逊
- 2013年：克里斯·塔克
- 2014年：克里斯·洛克
- 2015年：安東尼·安德森＆崔西·埃里斯·罗斯（英语：Tracee Ellis Ross）
- 2016年：安東尼·安德森＆崔西·埃里斯·罗斯
- 2017年：萊絲莉·瓊斯
- 2018年：傑米·福克斯
- 2019年：雷吉娜·霍尔
- 2020年：亞曼達·西爾斯（英语：Amanda Seales）
- 2021年：塔拉吉·P·漢森
- 2022年：塔拉吉·P·漢森

## 奖项设置
- 节奏布鲁斯奖项
  - 最佳节奏布鲁斯男艺人（Best Male R & B Artist)
  - 最佳节奏布鲁斯女艺人（Best Female R & B Artist)
- 嘻哈奖项
  - 最佳嘻哈男艺人（Best Male Hip Hop Artist)
  - 最佳嘻哈女艺人（Best Female Hip Hop Artist)
- 最佳福音音乐艺人（Best Gospel Artist）
- 最佳团体（Best Group）
- 最佳新人（Best New Artist）
- 最佳合作曲目（Best Collaboration）
- 年度音乐视频（Video of the Year）
- 观众选择奖（Viewer's Choice）
- BET Centric频道奖（BET Centric Award，最初为BET J Cool Like That Award，后更名为BET J Award，2009年更为现名）
- 表演奖项
  - 最佳男演员奖（Best Actor）
  - 最佳女演员（Best Actress）
- 体育奖项
  - 最佳男运动员（Best Male Athlete）
  - 最佳女运动员（Best Female Athlete）
- 终身成就奖（Lifetime Achievement Award）及人道主义奖（Humanitarian Award）

## 最多获奖/提名者
以下列出了获得或被提名黑人娱乐电视奖最多的男女艺人、运动员。截至2016年，碧昂丝以获24个奖项成为最大赢家。
| 排名     | 第一   | 第二        | 第三      | 第四                               | 第五                 |
| -------- | ------ | ----------- | --------- | ---------------------------------- | -------------------- |
| 获奖者   | 碧昂丝 | 克里斯·布朗 | 妮琪·米娜 | 坎耶·韦斯特 塞雷娜·威廉姆斯 德雷克 | Jay-Z 李尔·韦恩 T.I. |
| 总获奖数 | 24     | 14          | 11        | 9                                  | 6                    |

下面列出了获得提名最多的艺人、运动员。碧昂丝以55项提名领跑。
| 排名     | 第一   | 第二         | 第三                              | 第四      | 第五   |
| -------- | ------ | ------------ | --------------------------------- | --------- | ------ |
| 获奖者   | 碧昂丝 | Jay-Z 德雷克 | 克里斯·布朗 坎耶·韦斯特 李尔·韦恩 | 妮琪·米娜 | 蕾哈娜 |
| 总提名数 | 55     | 35           | 31                                | 21        | 17     |